# Feodora van Denemarken
Feodora Louise Carolina Mathilde Victoria Alexandra Frederika Johanna van Denemarken (Kopenhagen, 3 juli 1910 - Bückeburg, 17 maart 1975) was een Deense prinses uit het huis Sleeswijk-Holstein-Sonderburg-Glücksburg.

## Levensloop
Feodora was de oudste dochter van prins Harald van Denemarken uit diens huwelijk met Helene Adelheid van Sleeswijk-Holstein-Sonderburg-Glücksburg, dochter van hertog Frederik Ferdinand van Sleeswijk-Holstein-Sonderburg-Glücksburg. Ze leefde met haar ouders, twee zussen en twee broers op Jaegersborghus, een herenhuis in de Kopenhaagse voorstad Gentofte, om later met haar gezin te verhuizen naar een villa in het noorden van Kopenhagen.
Op 9 september 1937 huwde ze op het Slot van Fredensborg met haar neef Christiaan van Schaumburg-Lippe (1898-1974), zoon van prins Frederik van Schaumburg-Lippe en Louise Caroline van Denemarken, een zus van haar vader. Het echtpaar kreeg vier kinderen: Willem (1939), Waldemar (1940), Marie Louise (1945) en Harald (1948).
Na haar huwelijk leefde Feodora met haar echtgenoot in Duitsland. Na de Tweede Wereldoorlog verloor Christiaan zijn familiale bezittingen in Tsjechoslowakije, waarvoor hij een bescheiden compensatie kreeg. Hiermee bouwde hij een onderneming in de Bondsrepubliek Duitsland uit. Feodora bleef de rest van haar leven in Duitsland wonen, ook nadat haar echtgenoot in 1974 was gestorven, en overleed in 1975 in het Nedersaksische Bückeburg. Haar twee oudste zonen, die tweetalig waren opgevoed, gingen na de dood van hun vader terug naar Denemarken en namen daar beroepsactiviteiten op zich.